# أليكس غينست
أليكس غينست هو منافس ألعاب قوى كندي، ولد في 30 يونيو 1986 في Shawinigan-Sud ‏ في كندا.

## وصلات خارجية
- أليكس غينست على موقع الاتحاد الدولي لألعاب القوى (الإنجليزية)
- أليكس غينست على موقع الاتحاد الكندي لألعاب القوى (الإنجليزية)
- أليكس غينست على موقع اللجنة الأولمبية الدولية (الإنجليزية)
- أليكس غينست على موقع أوليمبيديا (الإنجليزية)
- أليكس غينست على موقع اللجنة الأولمبية الكندية (الإنجليزية)